# BBC交響楽団

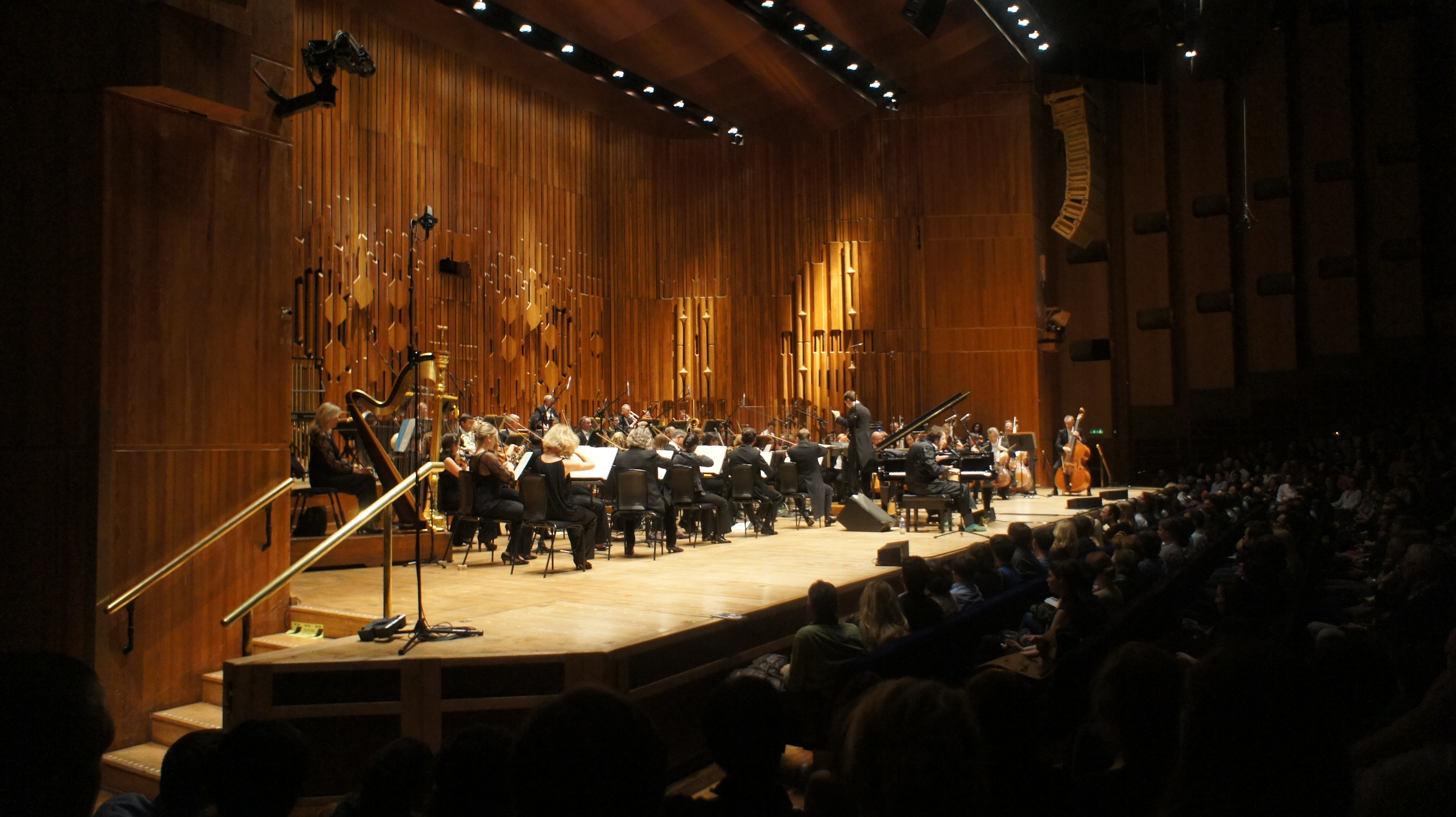
バービカン・ホールで演奏するBBC交響楽団（2012年10月）

BBC交響楽団（ビービーシーこうきょうがくだん、英語: The BBC Symphony Orchestra）は、英国放送協会（BBC）が所有する放送オーケストラの一つであり、イギリスの主要オーケストラの一つである。

## 概要
1930年に創設されたBBC交響楽団は、発足当初から高い評価を受け、HMVに録音を開始して、多くの録音を残している。また、R.シュトラウス、ワルター、アンセルメ、トスカニーニなどの名指揮者達がしばしば指揮台に立っている。
初代指揮者ボールト体制下で、オックスフォードとロンドンで開かれた現代音楽祭へ出演し、以後BBC交響楽団のコンテンポラリー・シリーズは、世界的にも注目を集めることになる。

BBC交響楽団は、数多くの現代音楽作曲家たち、特にイギリス人作曲家に新作を委嘱している。ハリソン・バートウィスルの"Earth Dances"、ブーレーズの"Rituel in memoriam Bruno Maderna"、ジョン・タヴナーの"The Protecting Veil"はみな、同交響楽団によって世界初演された曲である。

BBCプロムスにおいては主要な役割を果たしており、ロイヤル・アルバート・ホールでの初日と最終日はBBC交響楽団が管弦楽を担当する。

三管編成の中規模団体が多いロンドンのコンサート・オーケストラとしては唯一、古くから四管フル編成を確保してきたが、近年はやや欠員気味で、ほぼ四管編成となってきたロンドン交響楽団と同数となっている。
英国放送協会（BBC）の組織下にはこれ以外にもBBCフィルハーモニック、BBCウェールズ交響楽団（BBCウェールズ・ナショナル管弦楽団）、BBCスコティッシュ交響楽団ならびにBBCコンサート・オーケストラという、それぞれ別個のオーケストラが存在する。

## 歴代首席指揮者等
歴代首席指揮者については次のとおり 。
- エイドリアン・ボールト (1930 - 1950年)
- マルコム・サージェント (1950 - 1957年)
- ルドルフ・シュワルツ (1957 - 1962年)
- アンタル・ドラティ (1963 - 1966年)
- コリン・デイヴィス (1967 - 1971年)
- ピエール・ブーレーズ (1971 - 1975年)
- ルドルフ・ケンペ (1975 - 1976年)
- ゲンナジー・ロジェストヴェンスキー (1978 - 1981年)
- ジョン・プリッチャード (1982 - 1989年)
- アンドルー・デイヴィス (1989 - 2000年)
- レナード・スラットキン (2000 - 2004年)
- イルジー・ビエロフラーヴェク (2006 - 2013年)
- サカリ・オラモ (2013 - )[4]